# Basilio Augustín y Dávila
Basilio Augustín y Dávila   (Cadis, 1840 - Vitòria, 1910) va ser un militar espanyol conegut principalment per ser el capità general de les Filipines durant la guerra hispano-estatunidenca i per la seua desafortunada actuació en ella.

## Biografia

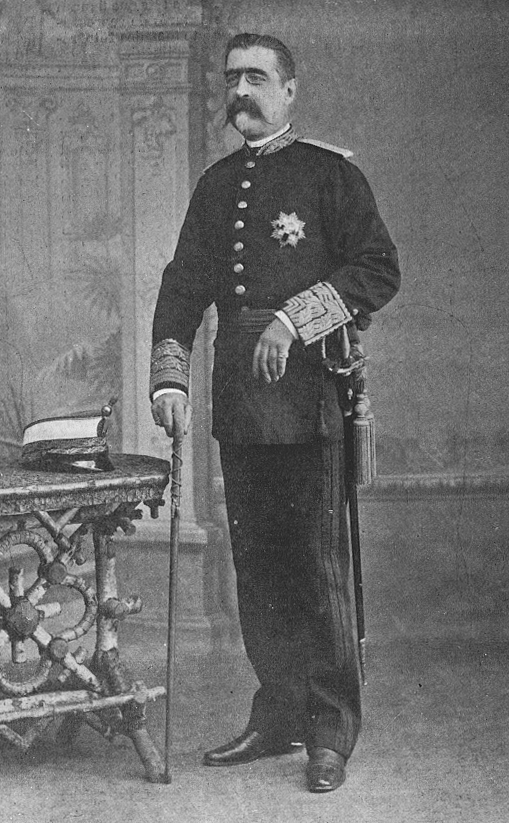
Basilio Augustín en 1898.

Va ser nomenat per a substituir Fernando Primo de Rivera, que havia acabat una exitosa campanya militar contra els independentistes amb el pacte de Biak-na-Bató. La nova situació de pau va fer que es pensés en un general menys bel·ligerant que Fernando Primo de Rivera i Basilio Augustín va ser el triat pel govern de Práxedes Mateo Sagasta. Perquè el general es posés al dia en els assumptes de les Filipines, Primo de Rivera quedava com a general de l'exèrcit mentre que Augustín quedava com a governador de l'illa, tot esperant la resolució del conflicte sorgit amb els estatunidencs després de l'enfonsament de l'USS Maine. No obstant això, el govern espanyol, que esperava reconduir la situació al cap de poc, va ordenar a Primo de Rivera el seu retorn a la península, la qual cosa deixava a Basilio Augustín amb tota la responsabilitat. Malgrat emetre comunicats d'alt sentit patriòtic, no va ser ben vist que el general arribés al seu càrrec acompanyat de la seua esposa i de les seues filles, doncs semblava més de vacances que en acció bèl·lica.
Agreujat el problema amb els nord-americans i reiniciada la rebel·lió dels tagals, el general aviat va començar a prendre postures equivocades. Durant l'atac de l'armada nord-americana a l'espanyola a Cavite, davant l'amenaça nord-americana de bombardejar Manila va ordenar que les bateries cessessin de recolzar l'armada espanyola, la qual cosa va tenir conseqüències desastroses. El seu següent pla va ser organitzar una milícia filipina dirigida per nadius lleials, però després d'armar diversos regiments estos van desertar i es van posar al costat d'Aguinaldo. Davant el desastre de les seues actuacions va decidir rendir-se a l'almirall George Dewey, mentre el govern d'Espanya el destituïa per Fermín Jáudenes.
Va morir el 7 d'agost de 1910 a Vitòria.